# こちら葛飾区亀有公園前派出所 THE MOVIE2 UFO襲来! トルネード大作戦!!
『こちら葛飾区亀有公園前派出所 THE MOVIE2 UFO襲来! トルネード大作戦!!』（こちらかつしかくかめありこうえんまえはしゅつじょ ザ ムービー2 ユーフォーしゅうらい! トルネードだいさくせん!!）は2003年12月20日に公開された『こちら葛飾区亀有公園前派出所』の劇場アニメーション映画版第2作目である。
エンディング曲はSEX MACHINEGUNS「語れ! 涙!」。
2010年8月19日（金曜日）2:00 - 4:07（JST、木曜深夜）には、フジテレビ系列でテレビ地上波初放送された。

## あらすじ
ここ最近、亀有ではUFOの目撃情報が相次いでいた。両津勘吉は早速本田速人を巻き込み、UFO騒ぎに便乗して一儲けしようと企む。河川敷の草を踏み分けてニセのミステリーサークルを作り、人を集めてUFOグッズを売りさばくが、例によって大原部長の大目玉を喰らい失敗に終わるのだった。
数日後、公園前派出所のメンバーは慰安旅行の計画を立てていた。行き先がハワイであると知り、両津は小学校時代の親友でハワイへと転校した「田中竜平」との思い出を懐かしむ。当時ラジコンUFOに精通していた竜平を丸め込み再び金儲けを画策する両津だったが、先日の騒ぎもあって1人留守番を命じられてしまう。
出国当日、両津は荷物に紛れ込むことでこっそり飛行機に同乗する。機内ではCA、到着後はツアーガイドにに成りすまし、竜平に会いにいくための軍資金を大原と寺井から巻き上げようとするが、あまりの強引さから詐欺師を疑われホノルル警察に追い回される。捕まるかと思われたが、寸前で少女の操縦する小型セスナ機にしがみつき脱出に成功する。
両津を助けたのは卓越した操縦技術を持つ15歳の少女ミーナだった。彼女の協力で両津は竜平の住む町でありミーナの故郷・ヒロに到着する。しかし竜平は10年以上前に既に亡くなっていること、ミーナは彼の一人娘であることを聞かされるのだった。
その夜両津は、ミーナがステージで歌う豪華客船のパーティーへと足を運ぶ。偶然乗り合わせた派出所一行とともにミーナの歌声に耳を傾けていると、影からミーナを見つめる男を発見する。男が竜平だとすぐに確信した両津は彼に声をかけるがその瞬間、謎のテロリスト集団が突如船を襲撃する。竜平は両津に「飛竜丸が暴れ出す」という言葉を残し、テロリストに誘拐されてしまった。
船はそのまま沈没し、両津とミーナはホノルル警察に保護される。両津は竜平を取り戻しに行こうとミーナを説得するが、ミーナは竜平がかつて連絡もよこさずに自分と母を捨てたと主張し、彼（竜平）を信じろと訴える両津と言い争いの末に両津に客船沈没の濡れ衣を着せてしまう。
その後、自室で一人苦悩するミーナは幼少時に母親から託された、飛竜丸と名付けられたラジコンUFOの存在を思い出す。これがきっかけで両津に濡れ衣を着せてしまったことを反省したミーナは護送中の両津を零戦で救出し、2人は日本に向かう。
一方その頃、日本では隅田川から出現した巨大UFOが人工的に竜巻を発生させ、浅草の浅草寺と仲見世通りを全壊させるという事件が発生していた。これを知った派出所一行は急遽中川圭一の手配した自家用ジャンボジェットに乗り込み、両津たちと時を同じくして帰国する。
そして今、巨大UFOとテロリスト集団が東京を壊滅させる恐ろしい計画が始まるのだった。

## 登場キャラクター

### 主要キャラクター
両津勘吉（りょうつ かんきち）
本作の主人公。前作に引き続きトラブルメーカーを務める。竜平とは小学校時代からの親友同士である。本作ではトラブルを起こしたせいでハワイ旅行に連れて行ってもらえなかったり（大原の悪口を言ったのも原因の一つである）、ミーナに船を沈没させた犯人の濡れ衣を着せられるなど終始ひどい扱いを受ける羽目になる（後者は考えを改め、反省したミーナに救われたことで和解に至った）。しかし終盤では、「ワシは竜平が作った飛竜丸を信じています！！」と大原ら派出所のメンバーとミーナたちに告げ、タイガーの魔の手から東京を守り抜き全員に認められ、派出所の面々とも和解した。しかし、ラストシーンで懲りずに竜平にUFOを作るよう頼むも大原にバレてしまい、挙句に本物の宇宙人にさらわれてしまった。
中川圭一（なかがわ けいいち）
両津の後輩の若手警官で、中川コンツェルンの御曹司。大原や麗子と比べると、両津を敵視するような描写は控えめで、ハワイ旅行の際も「お土産はちゃんと買ってきますよ！」と約束するなど、両津のことを気にかけていた。
秋本・カトリーヌ・麗子（あきもと・カトリーヌ・れいこ）
両津の同僚の婦人警官。当初は大原同様に両津に対して冷たい態度を取っていたが、中盤から両津を心配し、両津が事件を解決した時には心を改めた。
大原大次郎（おおはら だいじろう）
両津の上司で派出所の部長。当初はトラブルばかり起こす両津を終始見下していた。しかし両津をハワイへ置き去りにして帰国をする際はある程度同情するような態度（最初は終身刑にしようとしたが、帰国時には流石にやり過ぎたと自分の過ちを素直に認めて反省し、嘆願書を減刑に書き直そうとしていた）を示し、両津が爆発するUFO内に取り残された時は早く脱出するよう呼びかけたりと両津のことを心配する一面を見せる。ただし、両津がUFOを暴走させた時は隠し切れないほどの戸惑いの表情（この時本人は「あの馬鹿、東京を壊滅させるつもりなのか…」「これじゃタイガーの方がまだマシだ…」と呟いていた）を見せた。しかし両津が事件を解決した活躍を見て改心するも、懲りずに金儲けのことを企む両津に激怒していた。
寺井洋一（てらい よういち）
両津の部下の警官。中川同様、あまり両津を敵視しておらず、両津のことを心配していた。前作（劇場版第1作）と比べて目立った活躍はしていない。
麻里愛（あさと あい） / マリア
両津に恋心を抱く婦人警官。見た目と心は女性だが、身体的には男性。事件解決後、父の晩・母の今日子・双子の妹の禀（マリリン）らと共に乗った屋形船で両津たちが乗る屋形船と合流し、両津の無事を喜んだ。前作（劇場版第1作）と同様に、ほとんど物語に関与していない。
警視総監（けいしそうかん）
両津たちが勤める警察庁の警視総監。本作の事件を聞きつけ、屯田に電話をかける。本作では口のみの登場。
屯田五目須（とんだ ごめす）
かつしか署の署長。両津たち派出所のメンバーにタイガーの悪事を止めるよう依頼する。しかし、両津がUFOを暴走させた時や警視総監から事情を聴かされた時は辞表を出すほど、戸惑っていた。
本田速人（ほんだ はやと）
両津の部下で後輩。バイクに乗ると性格が豹変する。両津の策略で宇宙人や竜平に変装する（前者は大原たちにバレた、後者は竜平本人が行ったため、いずれも失敗に終わっている）。その後両津を助けるべく東京タワーを爆走する活躍を見せたが、両津のミスで散々な目に遭った。
ボルボ西郷（ボルボ さいごう）、左近寺竜之介（さこんじ たつのすけ）
両津の悪友たち。ボルボは銃撃、左近寺は柔道が得意。強引にハワイ旅行へ向かった両津に公園前派出所の代行を任された。中盤ではミーナを助けるために活躍するが、運悪くもタイミングを誤ってしまう。
擬宝珠纏（ぎぼし まとい）、擬宝珠檸檬（ぎぼし れもん）、擬宝珠夏春都（ぎぼし げぱると）
両津の再従妹である婦人警官とその妹と大叔母。事件解決後、超神田寿司の寿司船で両津たちが乗っていた屋形船と最初に合流し、街を救った両津に感謝の言葉を呼びかけた。
小野小町（おの こまち）、清正奈緒子（せいしょう なおこ）
ガス欠のミニパトカーを押している最中に飛龍丸を最初に目撃する。2人そろって両津のことが嫌いだが、完全に嫌っているわけではなく、終盤で両津の活躍を見て感激していた。その後も両津を飛竜丸へ送り届けた後、燃料切れで離脱したミーナを保護するなどサポートしていたが、2人が目を離している隙にミーナがタイガーに囚われてしまったため、クライマックスの大惨事を引き起こした遠因となった。
絵崎コロ助（えざき コロすけ）
中川の恩師。中川橋付近でUFOを釣り上げた。終盤では屋形船の宴会に参加し、傘回しを披露した。

### 本作オリジナルキャラクター
ミーナ
ハワイで育った両津の幼馴染である竜平の一人娘。日系人。15歳。
男勝り且つ無鉄砲な性格な上に少しだけ焼けた肌にボーイッシュな格好が特徴で、その容姿はアグネス・ラムを彷彿とさせるようである（また、ミーナ自身を初めて見たボルボもそのことを呟きながら鼻血を出していた）。また、普段は歌手としてステージに立っているが、一方では観光用のセスナのパイロットもこなしている。
死亡したと聞かされていた父が実は生きていたことを知り、その真相を探るために両津と共にハワイから零戦で日本に向かい、生まれてから15年間一度も会っていなかった父親と初めて顔を会わせることができたのも束の間、過去の出来事から父を反発し疎遠となっていたが、コントロールを失い暴走するゆりかもめから父に救出され、後に和解する。
アニメ版本編の最終回（第344話）では両津の送別会に姿を見せている。
田中竜平（たなか たっぺい）
浅草に住んでいた両津の小学校時代の親友で、ミーナの父親。子供の頃から手先が器用で、ラジコンのUFO「飛竜丸」を造って浅草から上野まで飛ばしたことで大騒動になったこともある。
小学3年生の夏に両親を台風で亡くし、ハワイの叔父の所へ引き取られて以降は音信不通となっていた。後にタイガーに拘束され彼が目論んでいた東京壊滅作戦の手引きをさせられていたことが判明する。その後自身が生きていることを知った両津やミーナと再会を果たし、長い間面倒を見てあげなかったことを娘ミーナに謝罪し和解した。
タイガー（タイガー虎山）
ハワイで豪華客船を爆破し、死亡したはずの竜平を拘束している謎のテロリスト。自らリーダーとしてテログループを率いており、超巨大UFOに乗り込み東京を襲撃する。本作の黒幕にして最後の敵に当たる。
実は子供の頃に浅草に一年だけ住んでいたガキ大将で、竜平をいじめていた時に対決した両津によって赤っ恥をかかされたために以降は私怨から東京壊滅を目論むようになる（本人は「一生の屈辱」と語っている）。その後、自らをリーダーとしてテログループを率いるようになり、後に竜平を拘束し、無理やり協力をさせて超巨大UFOを開発。それに乗り込んで東京を襲撃するが、終盤ではUFOに乗り込んできた両津と対決し、UFOから落ちて倒されたかに思われた。しかし竜平とミーナの再会の場に現れ、激情のままナイフで竜平に襲い掛かるが、そこを両津に阻まれ、子供の頃の赤っ恥と同じように股間を思いっきり蹴り上げられて今度こそ敗北（その際、両津と竜平はタイガーがかつてのガキ大将だったことに気付き、驚きを隠せなかった。両津曰く「何という運命の巡り合わせ」）。最後まで両津に勝つことはできず、倒れたところを多数の警官に取り押さえられ、ボルボと左近寺に連行されて行った。
ラッキー田中（ラッキーたなか）
ハワイ島のヒロで「田中理髪店」を営む竜平の叔父で、ハワイアンバンド「ラッキー田中とハッピーカムカム」のリーダー。早くに両親を亡くしたミーナを育てる。
ハッピー殿山（ハッピーとのやま）
「ラッキー田中とハッピーカムカム」のメンバー。ミーナが務める「ハッピー航空」を経営しており、その格納庫には大日本帝国海軍が保有していた戦闘機「零戦」を所有している。
カムカム内藤（カムカムないとう）
ヒロの町のタクシー運転手で、「ラッキー田中とハッピーカムカム」のメンバー。
キャシー
竜平の妻で、ミーナの母親。夫とは大学時代に知り合った。幼いミーナを残して病死する。
デューク藤堂（デュークとうどう）
ハワイで詐欺をする日系人アロハ・フジヤマ（両津）の逮捕に命を燃やす敏腕警部。

## キャスト
- 両津勘吉 - ラサール石井
- 中川圭一 - 宮本充
- 秋本・カトリーヌ・麗子 - 森尾由美
- 大原大次郎 - 佐山陽規
- 寺井洋一 - 林家こぶ平
- 麻里愛 - 麻生かほ里
- 警視総監 - 西村仁
- 屯田五目須 - 江角英明
- 本田速人 - 家中宏
- ボルボ西郷 - 岸祐二
- 左近寺竜之介 - 岩崎征実
- 擬宝珠纏 - 土居裕子
- 小野小町 - 三浦理恵子
- 清正奈緒子 - 三橋加奈子
- 絵崎コロ助 - 松山鷹志
- 擬宝珠夏春都 - 小宮孝泰
- 擬宝珠檸檬 - 齋藤彩夏
- ラッキー田中 - キートン山田
- ハッピー殿山 - 大谷亮介
- カムカム内藤 - 亀山助清
- キャシー - 本多知恵子
- デューク藤堂 - 清水宏
- タイガーの部下 - 竹本英史、冨田真、下崎紘史
- 自転車の人 - 木内秀信
- アナウンサー - 長浜満里子
- 西山喜久恵 - 西山喜久恵
- 田中竜平 - 渡辺正行 / 大浦冬華（少年時代）
- ミーナ - 平山あや
- タイガー（タイガー虎山） - 生瀬勝久

セリフはないが、終盤には特殊刑事課の面々や両津家（勘兵衛・銀次・よね・金次郎）、亀有商店街の人々、乙姫菜々、爆竜大佐、ジョディー、麻里晩、麻里稟、電極スパーク、電極＋、日暮熟睡男、花山理香、花山小梅、丸出ダメ太郎、度怒り炎の介なども登場している。

## スタッフ
- 原作 - 秋本治、アトリエびーだま
- 監督 - 高松信司
- 脚本 - 大川俊道
- キャラクター・メカデザイン・総作画監督 - 時永宜幸
- 演出 - 小野勝巳
- 作画監督：寺沢伸介
- メカ作画監督 - 鈴木勤、安藤義信
- 美術監督 - 柴田聡
- 撮影監督 - 枝光弘明
- 編集 - 中川晶男
- 音楽 - 佐橋俊彦
- 音響監督 - 藤山房伸
- プロデューサー - 清水賢治（フジテレビ）、浜野貴敏（フジテレビ）、松下洋子（NAS）、三宅将典（NAS）、若菜章夫（ぎゃろっぷ）杉村重郎（ぎゃろっぷ）
- アニメーション制作 - ぎゃろっぷ
- 制作 - 亀山千広（フジテレビ）、永井秀之、山下秀樹、フジテレビ、NAS

## 主題歌

### エンディング・テーマ
「語れ! 涙!」
作詞・作曲・編曲・唄 - SEX MACHINEGUN

### 挿入歌
「Missin' you」
作曲・編曲 - 佐橋俊彦 / 作詞 - 山田ひろし / 唄 - 平山あや

## 映像ソフト
本作のDVDは2004年7月14日に発売およびレンタル開始された。